# Корнелюк Ігор Євгенович
Ігор Євгенович Корнелюк (біл. Ігар Яўгенавіч Карнялюк; нар. 16 листопада 1962, Брест, Білоруська РСР, СРСР) — радянський і російський співак, композитор і телеведучий. Заслужений діяч мистецтв Російської Федерації (2007).

## Походження
- Дід — Касьян Григорович Корнелюк — жив у селі Заказанка на березі Західного Бугу в Берестейській області. Він володів землею до приходу Радянської влади у 1939 році. Але віддав свої землі державі та пішов працювати до залізничного депо та уник розкуркулення.[3][4]
  - Батько — Євген Касьянович Корнелюк (1933—2012) — працював маневровим диспетчером у західному парку центрального району станції Брест-Східний з 1959 року по 1988 рік. Батько любив співати, мав гарний голос, але після трьох інсультів і двох інфарктів 18 років не міг розмовляти, помер від серцевого нападу.[5]
  - Мати — Ніна Опанасівна Корнелюк (1938 — 16.11.2014) — за освітою інженер, любила шити та співати[6][7][8]
    - Старша сестра — Наталія Євгенівна Корнелюк (нар. 1959) — закінчила музичну школу по класу скрипки та відділення хорового диригування Брестського музичного училища за спеціальністю: «вчитель музики, сольфеджіо, артист сцени і керівник хору». Вона працює у школі в Бресті, керує кількома ансамблями. Пісню «Я вірю» Ігор присвятив своїй сестрі.[9]

Батьки у листопаді 2011 року брали участь у передачі «Пусть говорят» з Андрієм Малаховим, передача була присвячена 49-річчю їхнього сина.

### Біографія
Народився 16 листопада 1962 року в Бресті.
У віці шести років почав навчатися в музичній школі. Він навчався в Бресті у середній школі № 4, а у вихідні з 12 років грав в ансамблі на іоніці в Брестському Палаці культури на танцях.
Після восьми класів у вересні 1977 року вступив до Брестського музичного училища до класу композитора та музиканта Марка Русина, який писав музику для Брестського драматичного театру. У 1978 році переїхав з Бреста до Ленінграда, де жив у родичів.
З 1978 по 1982 рік навчався в музичному училищі при Ленінградській консерваторії імені Миколи Римського-Корсакова на теоретико-композиторському факультет. Закінчив з відзнакою і без зусиль вступив до консерваторії.
З 1982 року по 1987 рік навчався у Ленінградській консерваторії по класу композиції (професора В. Успенського).
Одружився, коли був студентом консерваторії. Під час навчання на першому курсі народився син Антон. Після народження сина Ігор Корнелюк заробляв, виконуючи пісні на весіллях.
На нього як на композитора вплинула творчість Queen, джаз, «Могутня купка». Як композитор починав з музики для театральних вистав («Сурмач на площі» в Академічному театрі драми, 1982, «Хрестики-нулики» в Театрі комедії, 1985 та ін).
З 1985 (за іншими даними — 1986) року по 1988 рік Ігор Корнелюк працював музичним керівником Ленінградського театру «Буф» і писав для нього музику.
У 1985 році записав першу платівку: фірма «Мелодія» випустила міньйон «Мальчик с девочкой дружил» у виконанні Альберта Асадулліна. З піснею Корнелюка «Узнай» Анне Вескі стала лауреатом фестивалю в Сопоті. Пісня «Не со мной» принесла молодій співачці Світлані Медяник друге місце на телевізійному конкурсі «Юрмала-86».
У 1988 році Ігор Корнелюк почав сольну кар'єру у телепрограмі «Музичний ринг», вперше вийшовши до фіналу фестивалю «Пісня року — 1988». Найвідоміші пісні — «Дожди», «Билет на балет», «Возвращайся», «Мало ли», «Дым», «Милый» тощо.
Написав оперу для дітей «Тяни-Толкай, или Айболит со Зверинской улицы» (Мюзик-Хол 1988), музику до фільму «Музичні ігри» (Ленфільм 1988).
Його пісні виконували Михайло Боярський — «Ходим по Парижу» (слова Сергія Данилова), «Встреча» (слова Регіни Лісіц); Анне Вескі — «Гороскоп», «Узнай», «Я не понимаю, что со мной», «Обезьяна», «Дом-звезда», «Пора домой»; Євген Александров і Є. Спірідонова — «Милый»; Едіта П'єха — «Белый вечер»; кабаре-дует «Академія» — «Я обиделась»; Філіп Кіркоров — «Примета», «Давай помиримся».
У 1990 році Ігор Корнелюк знявся у фільмі «Куд-куд-куди, або Провінційні історії з інтермедіями і дивертисментом у фіналі», а в 1992 році був знятий фільм «Нехай говорять» про його творчість.
Ігор Корнелюк — автор музики до фільмів «Бандитський Петербург» (2000), «Майстер і Маргарита», «Небо і земля», «Легенда про Тампуке», «Ідіот» (2003), «Російський переклад», «Тарас Бульба».
16 листопада 2012 року Ігор Корнелюк виповнилося 50 років. Цього дня він повідомив журналістам, що у нього цукровий діабет, тому він не став широко відзначати свій ювілей.
З 2002 року постійно проживає у приватному будинку в місті Сестрорецьку.
9 липня 2015 року Муніципальним радою міста Сестрорецька Ігорю Корнелюку було присвоєно звання «Почесний житель міста Сестрорецька».

### Телебачення
У 1999—2000 роках вів програму «Тато, мама, я — спортивна сім'я» на телеканалі РТР, в якій виконував пісню «Про семью» з альбому «Привет, а это Корнелюк!».
У 2013 році пісня «Про семью» стала виконуватися в програмі «Наш вихід».
18 травня 2014 року був членом журі в шоу «Один в один».

## Громадянська позиція
Із 03 вересня 2017 року фігурант бази даних сайту "Миротворець" за участь у спробах легалізації анексії Криму російськими окупантами:
- 18 серпня 2017 повідомлення (!) про призначення Головою журі, з 6 по 11 листопада 2017 проведення фестивалю. Голова журі Арт-фестиваля «Адрес: Крым. Россия»[16][17][18]
- 18.03.2015. Гатчина, концерт, присвячений річниці окупації Крима[16][19]

## Особисте життя
- Дружина (з літа 1982[5] року) — Марина Корнелюк — хоровик-диригент, музикант, директор Ігоря Корнелюка[20][21]
  - Син — Антон Ігорович Корнелюк (нар.. 1983) навчався у 2008 році в Санкт-Петербурзькому університеті інформаційних технологій, механіки і оптики[21]

## Пісні
Ігор Корнелюк — автор більше 200 популярних пісень. Як композитор і автор-виконавець Ігор написав музику і виконав такі пісні:
- «Белый вечер»
- «Билет на балет»
- «Будем танцевать»
- «Возвращайся»
- «Город, которого нет»
- «Город за окном»
- «Дожди»
- «Дым»
- «Клёво»
- «Лунная дорога»
- «Маленький дом»
- «Мало ли…»
- «Месяц май»
- «Милый»
- «Обезьяна»
- «Пора домой»
- «Ходим по Парижу»
- «Я верю»
- та інші.

## Дискографія
Диски з піснями Ігоря Корнелюка:
- 1988 — «Билет на балет»
- 1990 — «Подожди»
- 1993 — «Я не могу так жить»
- 1994 — «Мои любимые песни» (Збірник)
- 1998 — «Привет, а это Корнелюк!»
- 2001 — «Саундтрек к сериалу «Бандитский Петербург»» (OST)
- 2010 — «Песни из кино» (Сборник)
- 2010 — «Тарас Бульба» (OST)
- 2010 — «Мастер и Маргарита» (OST)

## Композиторська фільмографія
1. 1989 — «Музичні ігри»
2. 1990 — «Коротка гра»
3. 1990 — «Куд-куд-куди, або провінційні історії з інтермедіями і дивертисментом в фіналі»
4. 1992 — «Нехай говорять»
5. 2000—2007 — «Бандитський Петербург» (10 сезонів, загалом 90 серій)
6. 2000 — «Старі пісні про головне. Постскриптум»
7. 2003 — «Ідіот» (10 серій)
8. 2004 — «Повторення пройденого» (6 серій, в скороченому варіанті — 4 серії)
9. 2004 — «Честь маю» (4 серії)
10. 2004 — «Небо та земля» (16 серій)
11. 2005 — «Легенда про Тампуке» (8 серій)
12. 2005 — «Майстер й Маргарита» (10 серій)
13. 2006 — «Російський переклад» (8 серій)
14. 2009 — «Тарас Бульба»
15. 2009 — «Правосуддя вовків» («Міка та Альфред»)
16. 2009 — «Сорок третій номер» (8 серій)
17. 2010 — «Якщо небо мовчить» (4 серії)
18. 2012 — «Прихильниця»
19. 2014 — «Чужа війна» (4 серії)

## Фільмографія
1. 1988 — Штани — камео
2. 1998 — Вулиці розбитих ліхтарів (Справа № 1999) — камео
3. 2000 — Таємниці слідства 1 (Труна на дві персони) — камео

## Музика для театру
1. 1982 — «Сурмач на площі» (Ленінградський Пушкінський театр)
2. 1985 — «Хрестики-нулики» (Театр комедії)
3. 1988 — «Тягни-Штовхай або Айболить з Зверинской вулиці», опера для дітей (Мюзик-Хол)
4. 1996 — «Пристрасті за Мольєром» (Театр комедії)
5. 2013 — «Останнє китайське попередження» (Молодіжний театр на Фонтанці).